# Lepidopilum erectiusculum
Lepidopilum erectiusculum là một loài rêu trong họ Daltoniaceae. Loài này được Taylor Mitt. mô tả khoa học đầu tiên năm 1869.